# Струговая

Стругова́я — река в России, протекает в Ярском районе Удмуртии и Омутнинском районе Кировской области. Устье реки находится в 1260 км по левому берегу реки Вятки. Длина реки составляет 26 км, площадь водосборного бассейна 132 км². В 10 км от устья принимает слева реку Малая Струговая.
Исток реки на Верхнекамской возвышенности на границе Удмуртии и Кировской области в 2 км к югу от посёлка Струговский (Шахровское сельское поселение). После истока течёт на юго-восток по территории Удмуртии, примерно через три километра поворачивает на северо-восток и втекает в Кировскую область, по которой преодолевает остаток течения. Населённых пунктов на реке нет, впадает в Вятку напротив деревни Тимёнки (Залазнинское сельское поселение) в 15 км к юго-востоку от города Омутнинск.

## Данные водного реестра
По данным государственного водного реестра России относится к Камскому бассейновому округу, водохозяйственный участок реки — Вятка от истока до города Киров, без реки Чепца, речной подбассейн реки — Вятка. Речной бассейн реки — Кама.
По данным геоинформационной системы водохозяйственного районирования территории РФ, подготовленной Федеральным агентством водных ресурсов:
- Код водного объекта в государственном водном реестре — 10010300212111100029782
- Код по гидрологической изученности (ГИ) — 111102978
- Код бассейна — 10.01.03.002
- Номер тома по ГИ — 11
- Выпуск по ГИ — 1